# 길음중학교
길음중학교(吉音中學校)는 대한민국 서울특별시 성북구 길음동에 있는 공립 중학교이다.

## 학교 연혁
- 2012년 1월 5일 : 길음중학교 설립인가(3년제 25(1)학급)
- 2012년 3월 1일 : 서울시특별시교육청 혁신학교 지정
- 2012년 3월 1일 : 초대 남상옥 교장 취임
- 2012년 3월 2일 : 제1회 입학식(9(1)학급 253명 입학)
- 2015년 2월 6일 : 제1회 졸업식(9(1)학급 233명 졸업)
- 2018년 11월 10일 : 에코스쿨 완공
- 2021년 9월 1일 : 제4대 최정례 교장 취임
- 2023년 1월 31일 : 신나는 AI교실 구축
- 2023년 2월 9일 : 제9회 졸업식(10(1)학급 286명 졸업)
- 2023년 3월 2일 : 제12회 입학식(10(1)학급 305명 입학)

## 학교 동문
위키백과의 자정 효과

## 참고 자료
- 길음중학교 - 한국교육학술정보원 학교알리미